# Акри (платформа)
Акри́ — остановочный пункт Павелецкого направления Московской железной дороги в городе Ступино Московской области.
Станция Акри открыта в 1932 году.  Названа по аббревиатуре «Акционерной компании Российской Империи», созданной для строительства Павелецкой железной дороги. В 1990-х потеряла статус станции, остался остановочный пункт. На данный момент функционирует в полном объеме.
Состоит из двух боковых высоких платформ, соединённых настилом через пути. Имеется одна билетная касса, находящаяся также в реконструируемом здании, функционирует. Турникетами не оборудована. Имеются электронные табло с указанием времени прибытия и пути, имеются схемы- дублёры с указанием направления движения и станциями. Оборудована пандусами для маломобильных групп, есть туалет (направление на Москву).  Время движения от Москвы — 1 час 43 минуты — 2 часа 2 минуты.